# Irie (mitologia)
Nella mitologia greca Irie era la madre di Cicno. Quest'ultimo per dispetto a Fíllio che lo amava e lo corteggiava, ma non voleva donargli un toro, si getta da una rupe e viene trasformato in cigno; la madre credendolo morto si strugge e diventa un lago della Beozia.

Il mito e la fonte principale della storia è narrata da Ovidio nelle Metamorfosi:
quae subitus celebravit olor: nam Phyllius illic

imperio pueri volucresque ferumque leonem

tradiderat domitos; taurum quoque vincere issus,

vicerat, et spreto totiens iratus amore,

praemia poscenti taurum suprema negabat;

ille indignatus "Cupies dare" dixit et alto

desiluit saxo. Cuncti cecidisse putabant:

factus olor niveis pendebat in aëre pennis.

At genetrix Hyrie, servari nescia, flendo

delicuit stagnumque suo de nomine fecit.»
E Cicno impermalito disse "Rimpiangerai di non avermelo dato" e saltò giù da un'alta rupe. Tutti credevano che fosse caduto: divenuto cigno, stava sospeso in aria su ali color di neve. Ma Irie, la madre, non sapendo che si fosse salvato, a furia di piangere si strusse, e fece un lago che porta il suo nome.»
(Ovidio, Le metamorfosi (VII, 371-381))